# AM-905
AM-905 je analgetik koji je kanabinoidni agonist sa konformaciono ograničenim bočnim lancom. On je potentan i relativno selektivan agonist CB1 kanabinoidnog receptora, sa Ki od 1,2 nM na CB1 i 5,3 nM naCB2.